# Soledade
Soledade este un oraș în Paraíba (PB), Brazilia.